# Генацино, Вильгельм
Вильгельм Генацино (нем. Wilhelm Genazino; 22 января 1943, Мангейм, нацистская Германия — 12 декабря 2018, Франкфурт-на-Майне, Германия) — немецкий журналист, редактор и писатель

,
Лауреат престижной премии Георга Бюхнера (2004).

## Биография
В 1960-е годы изучал немецкую филологию, философию и социологию во Франкфуртском университете им. Иоганна Вольфганга Гёте. Позже, работал журналистом и редактором в различных газетах и журналах.
До 1971 года — сотрудник Франкфуртского сатирического журнала «Pardon». В 1980—1986 годах редактировал журнал «Lesezeichen». С начала 1970-х занимался литературным творчеством.
В 1997/98 учебном году в качестве приглашённого профессора читал лекции в Падерборнском университете, в 2005/06 году — во Франкфуртском университете им. Иоганна Вольфганга Гёте, в 2009 году — в Бамбергском университете.
Много путешествовал.
В 1990 году стал членом Академии языка и поэзии в Дармштадте. Член Академии художеств Берлина.

## Творчество
Известность к В. Генацино пришла в 1977 году после выхода его трилогии «Abschaffel», названной так по имени главного героя.

## Награды
- Бременская литературная премия (1990)
- Швейцарская литературная премия немецкоязычным писателям Solothurner Literaturpreis (1995)
- Литературная премия Баварской академии художеств (1998)
- Литературная премия Кранихштайнера (2001)
- Премия Георга Бюхнера (2004)
- Премия Эриха Фрида (2004)
- Премия Генриха Клейста (2007)
- Кассельская литературная премия гротескного юмора (2013)
- Знак Goethe-Plakette (Франкфурт, 2014)
- Премия Самуила Богумила Линде (2014)

## Циклы произведений
- Трилогия Abschaffel
  - Abschaffel (1977)
  - Die Vernichtung der Sorgen (1978)
  - Falsche Jahre (1978)
- Sonderausgabe in einem Band (2011)

## Романы
- Laslinstrasse (1965)
- Die Ausschweifung (1981)
- Fremde Kämpfe (1984)
- Der Fleck, die Jacke, die Zimmer, der Schmerz (1989)
- Die Liebe zur Einfalt (1990)
- Leise singende Frauen (1992)
- Die Obdachlosigkeit der Fische (1994)
- Das Licht brennt ein Loch in den Tag (1996)
- Die Kassiererinnen (1998)
- Ein Regenschirm für diesen Tag (2001)
- Eine Frau, eine Wohnung, ein Roman (2003)
- Die Liebesblödigkeit (2005)
- Mittelmäßiges Heimweh (2007)
- Das Glück in glücksfernen Zeiten (2009)
- Wenn wir Tiere… (2011)